# Мишколц-Сирма
Мишколц-Сирма (мађ. Miskolc-Szirma) је историјско насеље у североисточној Мађарској, које је данас део града Мишколца. Сирма је било самостално село до 1950. године, када је припојен граду Мишколцу.

## Географија
Сирма је 3 km југоисточно од Мишколца у границу Алфелду. Село се може доћи аутобусом број 3 од главне аутобуске станице у Мишколцу.

## Историја
Први спомен села датира из 1343. године под именом Seryme. У 16-17. вековима село је било део турски освојених земаља, а калвинизам се брзо проширио у селу. Од 1674. до борбе за слободу 1703-1711, село је напуштено. 

## Знаменитости
- Реформисана црква
- Католичка црква "Болна Мајка Девица"
- Грчкокатоличка црква "Светог Андреја"[1]
- Баптистска црква